# فیلتر بزرگ
فیلتر بزرگ (به انگلیسی: Great Filter) توضیحی نظری برای پارادوکس فِرمی است. بر اساس این توضیح، حیات برخاسته از ماده غیرزنده در طول فرگشت خود به موانع بزرگی برمی‌خورد که به سختی می‌تواند از آن عبور کند و به همین دلیل است که ما اثری از حیات هوشمند در جاهای دیگر نمی‌یابیم. چرا که همه یا اکثر تمدن‌های هوشمند که بتوانند اثری از خود در جهان باقی گذارند بعد از برخورد به مانعی بزرگ، از میان می‌روند.